# Kanton Semur-en-Brionnais
Kanton Semur-en-Brionnais (francouzsky Canton de Semur-en-Brionnais) je francouzský kanton v departementu Saône-et-Loire v regionu Burgundsko. Tvoří ho 14 obcí.

## Obce kantonu
- Briant
- Fleury-la-Montagne
- Iguerande
- Ligny-en-Brionnais
- Mailly
- Oyé
- Saint-Bonnet-de-Cray
- Saint-Christophe-en-Brionnais
- Saint-Didier-en-Brionnais
- Sainte-Foy
- Saint-Julien-de-Jonzy
- Sarry
- Semur-en-Brionnais
- Varenne-l'Arconce